# Mandra (distrikt)
Mandra (bulgariska: Мандра) är ett distrikt i Bulgarien.   Det ligger i kommunen Obsjtina Chaskovo och regionen Chaskovo, i den centrala delen av landet, 200 km sydost om huvudstaden Sofia.
Trakten runt Mandra består till största delen av jordbruksmark. Runt Mandra är det ganska tätbefolkat, med 120 invånare per kvadratkilometer.